# Певческая академия Драйсига
Певческая академия Драйсига (нем. Dreyssig'sche Singakademie für Oratorien, Cantaten, Messen u. a. geistliche Musik) — немецкий хоровой коллектив, действовавший в Дрездене. Был основан в 1807 году по образцу Берлинской певческой академии хормейстером и органистом Антоном Драйсигом.
В 1830—1857 гг. академией руководил Иоганн Готлоб Шнайдер, в 1857—1867 гг. — Адольф Рейхель, затем до 1873 г. Густав Меркель, с ней также постоянно сотрудничал в качестве дирижёра Адольф Бласман: в зрелый период состав коллектива доходил до 100 хористов. Среди заметных страниц истории коллектива — гастроли в Санкт-Петербурге в 1839 г., в ходе которых впервые в России была исполнена Торжественная месса Людвига ван Бетховена, и участие в исполнении Девятой симфонии Бетховена под управлением Рихарда Вагнера (1846); кроме того, академия пропагандировала в Дрездене хоровую музыку Иоганна Себастьяна Баха. Известно также, что репетиции Академии посещал Эрнст Теодор Амадей Гофман в период работы над статьёй «Старая и новая церковная музыка». В 1865 г. Академия Драйсига выступила основным организатором первого фестиваля Немецкого певческого союза, прошедшего в Дрездене и собравшего множество германских хоров. Затем, с возникновением в Дрездене других постоянно действующих хоровых коллективов, значение Академии Драйсига стало ослабевать, и в середине 1930-х гг. она прекратила своё существование.